# Бракстон (округ)
Округ Бракстон (англ. Braxton County) располагается в США, штате Западная Виргиния. Официально образован в 1836 году, получил своё название в честь американского коммерсанта и политического деятеля Картера Брэкстона. По состоянию на 2010 год, численность населения составляла 14 523 человека.

## География
По данным Бюро переписи США, общая площадь округа равняется 1336 км², из которых 1323 км² суша и 13 км² или 1,1 % это водоёмы.

### Соседние округа
- Льюис (Западная Виргиния) — север-восток
- Уэбстер (Западная Виргиния) — юго-восток
- Николас (Западная Виргиния) — юг
- Клей (Западная Виргиния) — юго-запад
- Калхун (Западная Виргиния) — запад
- Гилмер (Западная Виргиния) — северо-запад

## Демография
По данным переписи населения 2000 года в округе проживает 14 702 жителя в составе 5 771 домашних хозяйств и 4 097 семей. Плотность населения составляет 11 человек на км². На территории округа насчитывается 7 374 жилых строений, при плотности застройки 6 строений на км². Расовый состав населения: белые — 98,02 %, афроамериканцы — 0,69 %, коренные американцы (индейцы) — 0,35 %, азиаты — 0,11 %, гавайцы — 0,05 %, представители других рас — 0,08 %, представители двух или более рас — 0,71 %. Испаноязычные составляли 0,44 % населения независимо от расы.
В составе 30,30 % из общего числа домашних хозяйств проживают дети в возрасте до 18 лет, 57,30 % домашних хозяйств представляют собой супружеские пары проживающие вместе, 9,20 % домашних хозяйств представляют собой одиноких женщин без супруга, 29,00 % домашних хозяйств не имеют отношения к семьям, 25,20 % домашних хозяйств состоят из одного человека, 12,40 % домашних хозяйств состоят из престарелых (65 лет и старше), проживающих в одиночестве. Средний размер домашнего хозяйства составляет 2,46 человека, и средний размер семьи 2,92 человека.
Возрастной состав округа: 22,80 % моложе 18 лет, 7,50 % от 18 до 24, 28,10 % от 25 до 44, 25,80 % от 45 до 64 и 15,80 % от 65 и старше. Средний возраст жителя округа 40 лет. На каждые 100 женщин приходится 102,60 мужчин. На каждые 100 женщин старше 18 лет приходится 103,00 мужчин.
Средний доход на домохозяйство в округе составлял 24 412 USD, на семью — 29 133 USD. Среднестатистический заработок мужчины был 27 560 USD против 17 778 USD для женщины. Доход на душу населения составлял 13 349 USD. Около 17,90 % семей и 22,00 % общего населения находились ниже черты бедности, в том числе — 27,90 % молодежи (тех кому ещё не исполнилось 18 лет) и 13,70 % тех кому было уже больше 65 лет.

## Населённые пункты
В округе 4 города (Бернсвилл, Флатвудс, Гассавей и Саттон) и 30 неинкорпорированных коммун.